# Camptoloma rubrescens
Camptoloma rubrescens là một loài bướm đêm thuộc phân họ Arctiinae, họ Erebidae.